# Cleptocaccobius morettoi
Cleptocaccobius morettoi är en skalbaggsart som beskrevs av Josso och Prévost 2006. Cleptocaccobius morettoi ingår i släktet Cleptocaccobius och familjen bladhorningar. Inga underarter finns listade i Catalogue of Life.